# Кюнаст, Ренате
Рена́те Кю́наст (нем. Renate Künast; род. 15 декабря 1955, Рекклингхаузен) — сопредседатель фракции «Зелёных» в бундестаге с 2005 года. Министр защиты прав потребителей, продовольствия и сельского хозяйства ФРГ в 2001—2005 годах.

## Биография
Училась на социального работника в Дюссельдорфе, затем работала по этой специальности в берлинской тюрьме в 1977—1979 годах. После этого до 1985 года изучала юриспруденцию, потом работала адвокатом.
Членом партии Зелёных является с 1979 года, будучи первой в списке от Западного Берлина. Уже в 1990-х была членом бундестага и председателем «Зелёных» в Берлине. В период с июня 2000 по март 2001 года совместно с Фрицем Куном возглавляла Партию зелёных на общенациональном уровне. Ушла в отставку в связи с тем, что в правительстве Герхарда Шрёдера ей предложили занять пост министра защиты прав потребителей, продовольствия и сельского хозяйства.
После выборов 2005 года вернулась на предыдущую должность.
В начале 2007 года Ренате Кюнаст с трибуны бундестага призвала немцев покупать японские машины с гибридным двигателем (Toyota prius), за что подверглась осуждению со стороны ведущих политиков ХДС и СДПГ.
Кюнаст — противник размещения американских средств ПРО в Польше.